# Copa Unión de la Asociación de Football de Santiago 1914
La Copa Unión de la Asociación de Football de Santiago 1914 fue la 12.º edición de la primera categoría de la Asociación de Football de Santiago, competición de fútbol de carácter oficial y amateur de la capital de Chile, correspondiente a la temporada 1914.

## Formato de Competición
Su organización estuvo a cargo de la Asociación de Football de Santiago y contó con la participación de diez equipos. El campeón fue Arco Iris, que se adjudicó su primer título de la Asociación de Football de Santiago.

## Equipos participantes
En la edición participaron inicialmente 10 equipos, todos de la ciudad de Santiago. Durante el desarrollo del mismo, se retiraron Santiago y Chile-Argentina.
| Equipo             |
| ------------------ |
| Arco Iris          |
| Escuela Normal     |
| Gimnástico         |
| Instituto Nacional |
| Internado          |
| Magallanes         |
| Morning Star       |
| Santiago           |
| Small Star         |
| Wellington         |

## Clasificación
| Pos. |  | Equipo             | Pts. |
| ---- |  | ------------------ | ---- |
| 1    |  | Arco Iris          | 17   |
| 2    |  | Instituto Nacional | 14   |
| 3    |  | Gimnástico         | 12   |
| 4    |  | Magallanes         | 10   |
| 5    |  | Morning Star       | 10   |
| 6    |  | Small Star         | 10   |
| 7    |  | Internado          | 6    |
| 8    |  | Wellington         | 5    |
| 9    |  | Escuela Normal     | 4    |
| 10   |  | Santiago           | 2    |

| Campeón Arco Iris |
| 1.er título       |